# Ківерцівська Дача-6
Кі́верцівська да́ча-6 — заповідне урочище (лісове) в Україні. Розташоване в межах Луцького району Волинської області, на північний захід від міста Ківерці. 
Площа 7,1 га. Статус присвоєно згідно з рішенням Волинської обласної ради від 23.11.1979 року № 401. Перебуває у віданні філії «Ківерцівське лісове господарство», Ківерцівське л-во, кв. 118, вид. 1, 8, 18. 
Статус присвоєно для збереження високобонітетних насаджень сосни звичайної віком понад 180 років. У трав'яному покриві трапляється валеріана дводомна, занесена до Червоної книги України.

## Галерея

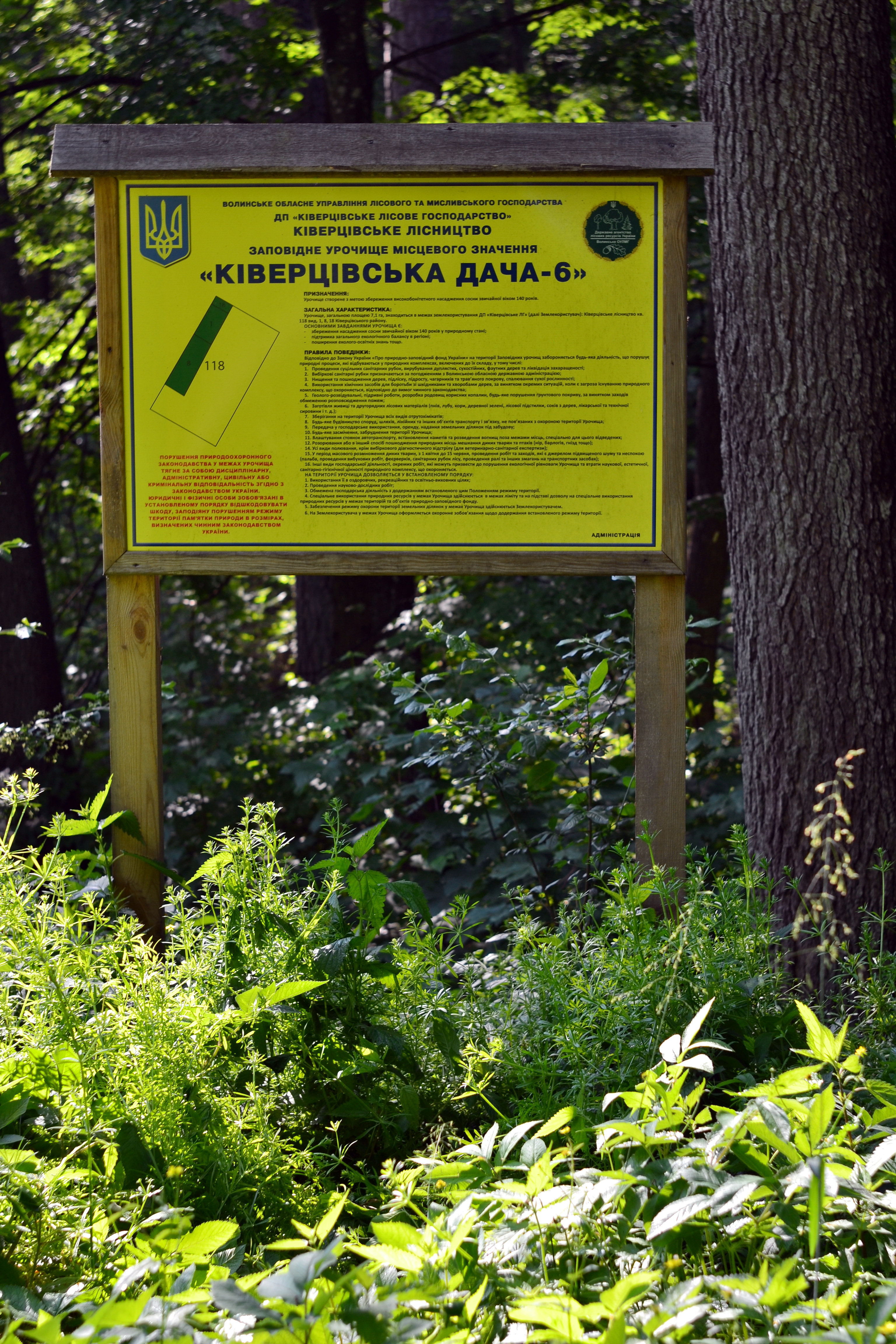
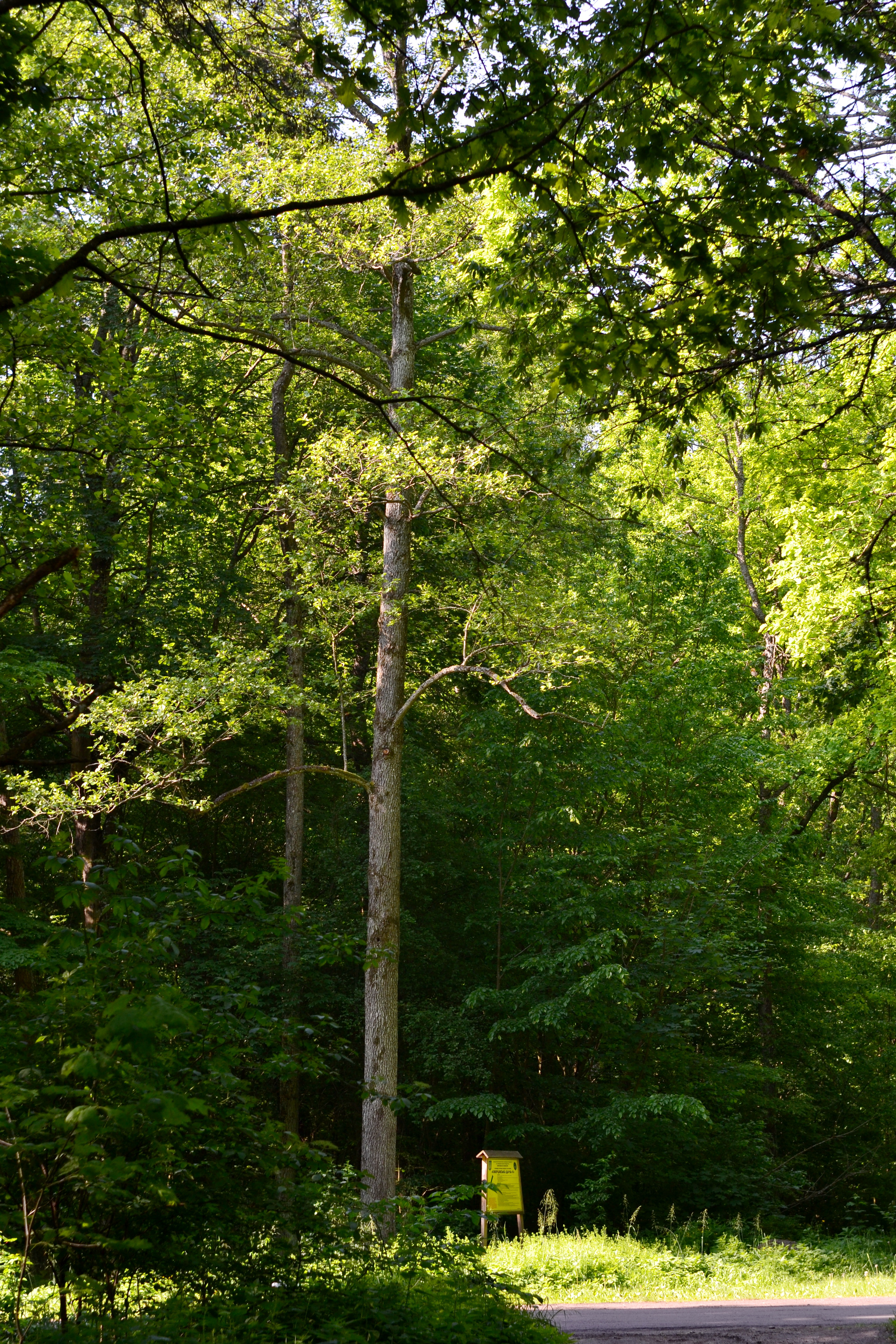
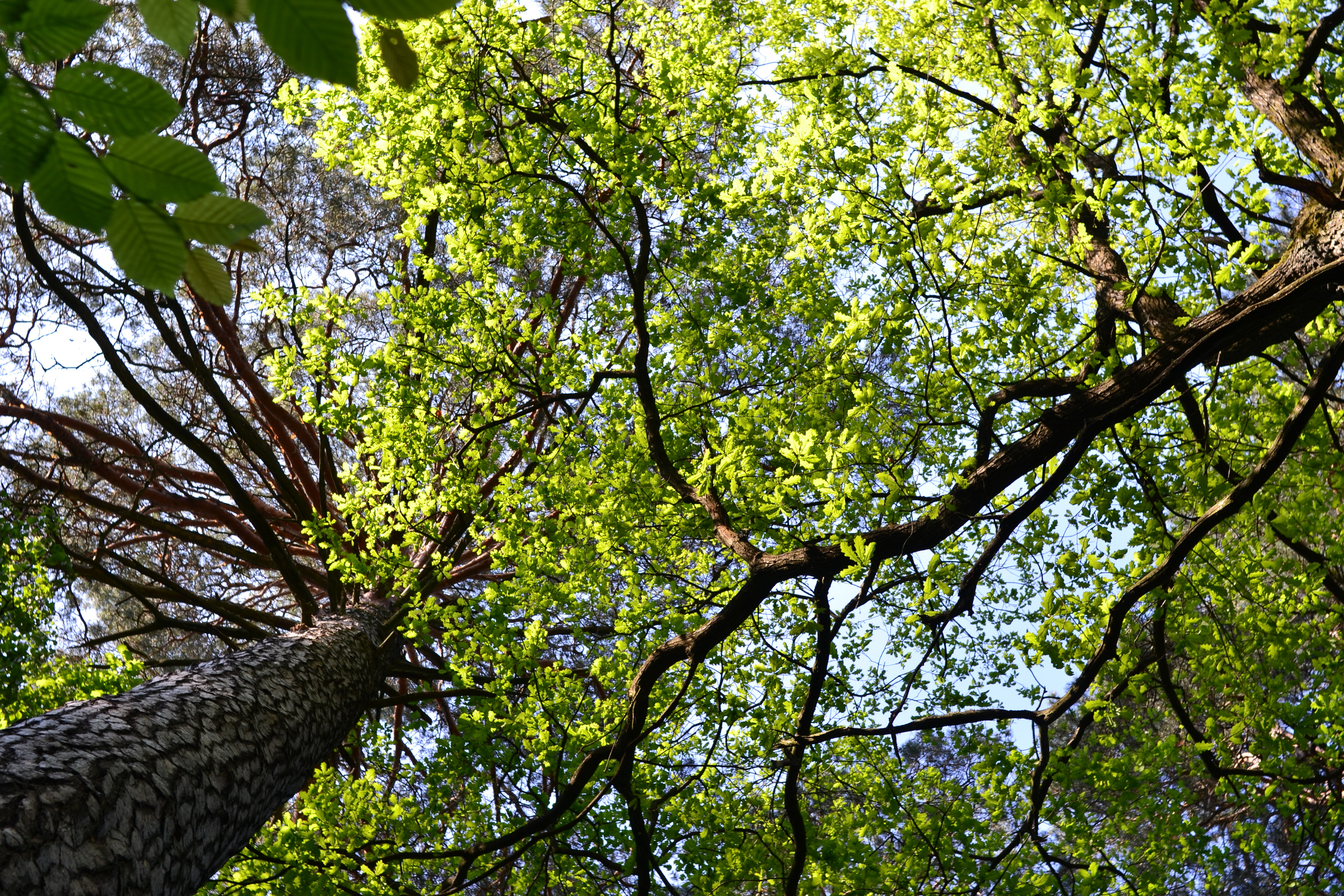